# René Hauss
René Hauss (Straatsburg, 25 december 1927 - Straatsburg, 6 december 2010) was een Franse voetballer en voetbalcoach. In België veroverde hij als trainer drie keer op rij de landstitel met Standard Luik.

## Carrière
Hauss groeide op in Straatsburg en sloot zich al op erg jonge leeftijd aan bij de plaatselijke voetbalclub RC Strasbourg. In 1948 maakte de jonge verdediger zijn debuut in het eerste elftal van RC Strasbourg. Als speler bleef hij tijdens zijn carrière altijd voor Strasbourg spelen. In 1967 zette hij een punt achter zijn loopbaan. In totaal speelde hij 19 seizoenen voor de Franse club. In 1951 en 1966 won Hauss de Coupe de France.
Na zijn spelerscarrière ging Hauss meteen aan de slag als trainer bij RC Strasbourg. Maar nog voor het einde van het seizoen werd hij ontslagen, waarna hij bij Standard Luik belandde. Hauss kreeg bij de Rouches eind jaren zestig spelers als Jean Thissen, Wilfried Van Moer, Christian Piot en Roger Henrotay onder zijn hoede. In 1969, 1970 en 1971 won hij drie keer op rij de landstitel met Standard. Van Moer en Piot wonnen in die periode samen ook drie keer de Gouden Schoen.
Na de succesperiode keerde Hauss terug naar Frankrijk. Hij werd sportief manager bij FC Sochaux tot 1985. Begin jaren tachtig zat hij ook op de bank als coach, samen met collega Jean Fauvergue. In 1980 leverde hem dat in Frankrijk de trofee voor Trainer van het Jaar op. Nadien werkte hij bij Matra Racing, waar hij dezelfde functie kreeg. Tijdens het seizoen 1988/89 viel hij even in als vervanger voor de Portugese coach Artur Jorge.